# Kaufhaus am Küchengarten

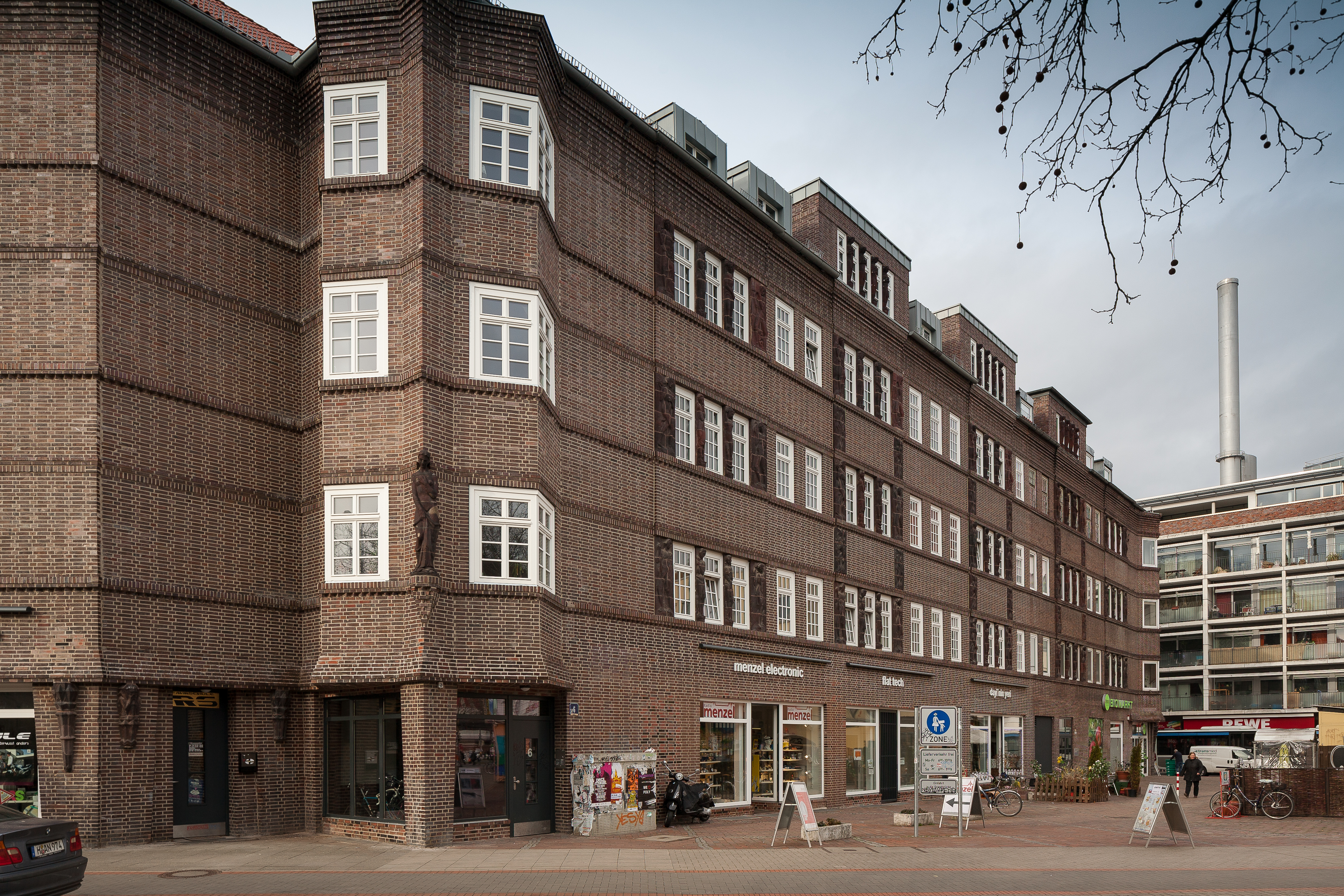
Die Fassade des Gebäudekomplexes Kaufhaus am Küchengarten

Das sogenannte Kaufhaus am Küchengarten in Hannover ist ein heute denkmalgeschütztes Ensemble aus der zweiten Hälfte der 1920er Jahre. Der Standort des Komplexes im hannoverschen Stadtteil Linden-Nord findet sich unter den Adressen Fössestraße 4, 6, 8, 10 und 12 sowie Limmerstraße 3, 3a und 5.
Auch unter benachbarten Adresse Limmerstraße 1 existierte ein Klinkergebäude mit der Inschrift "Kaufhaus am Küchengarten", das noch auf Fotos aus den 1950er Jahren zu sehen ist.

## Geschichte und Beschreibung

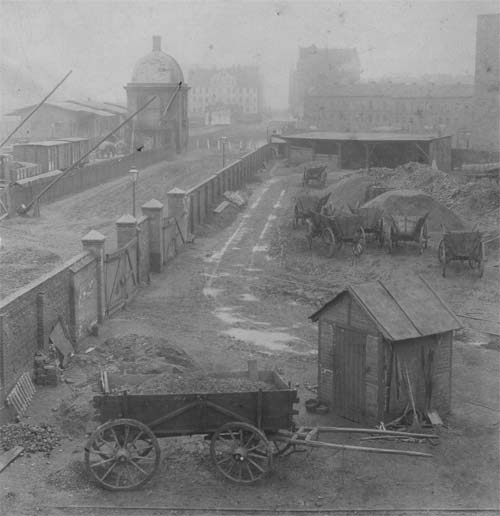
Um 1900: Der Kohlen-Lagerplatz der Familie von Hermann Heinrich Stephanus an der Fössestraße an Stelle des späteren Kaufhauses am Küchengarten;
links im Bild der Küchengartenpavillon

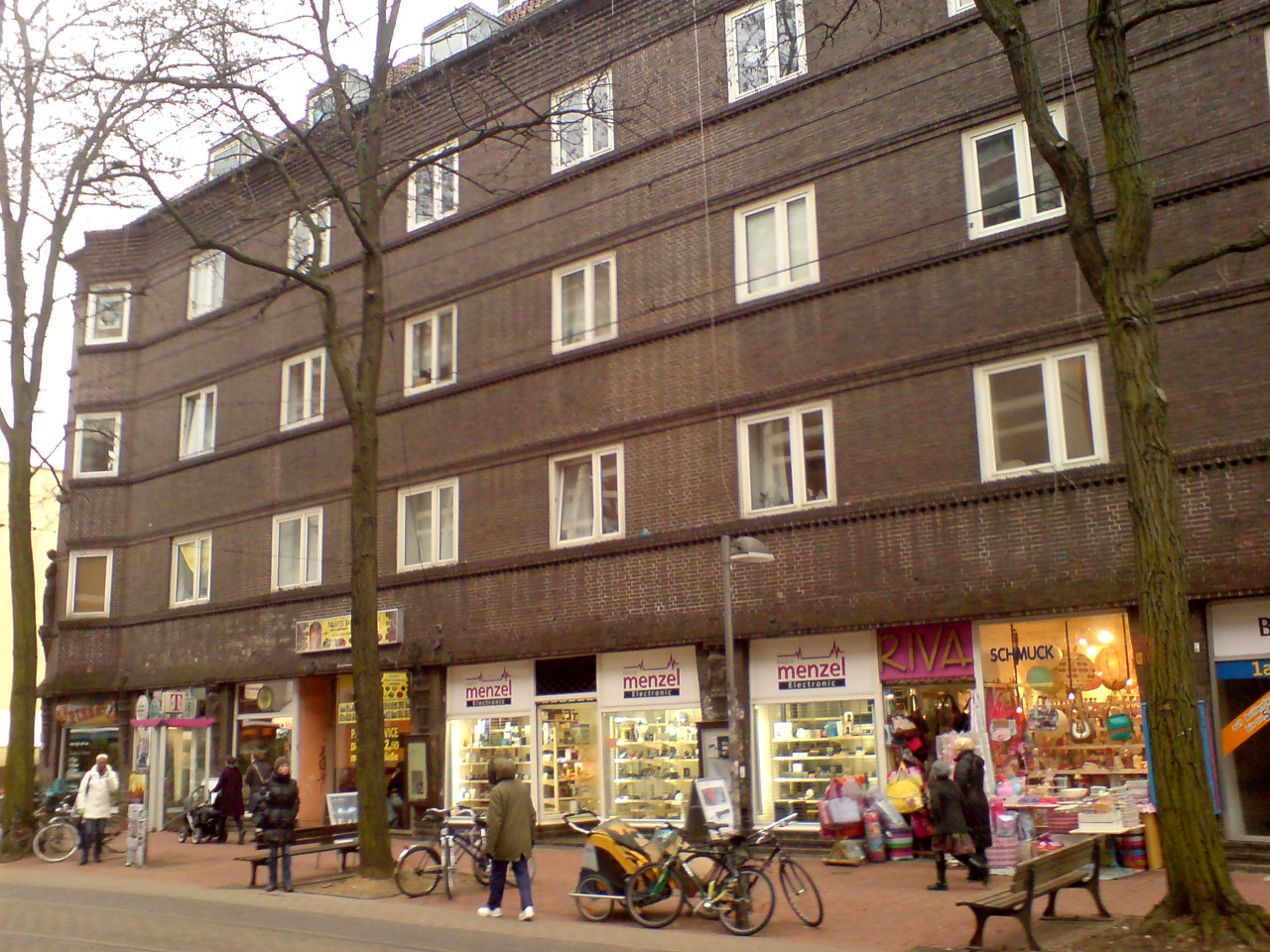
Einzelhandelsläden an der Limmerstraße (2012)

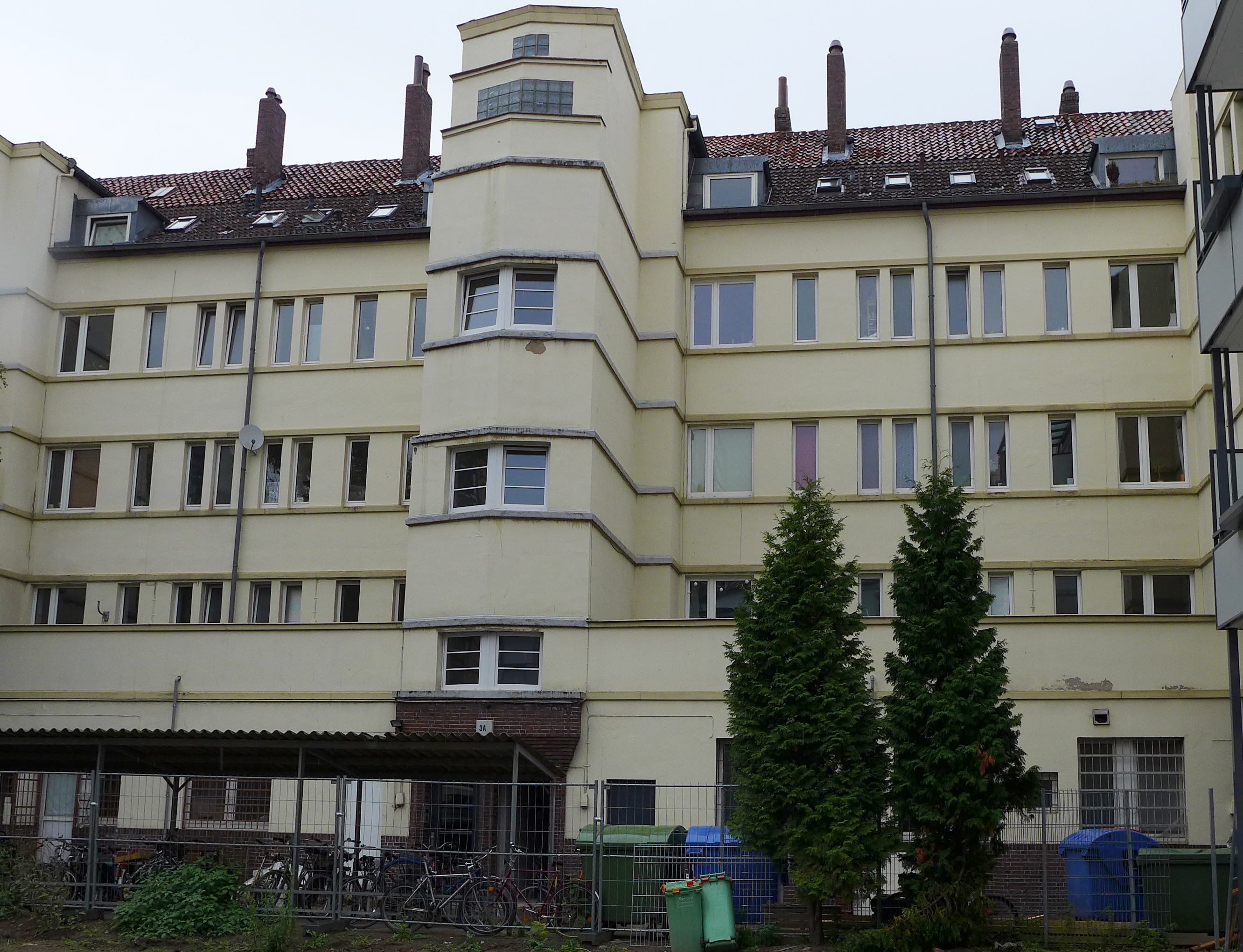
Limmerstraße 3a von der Hofseite aus gesehen

Zur Zeit der Weimarer Republik beabsichtigte der Kaufmann Karl Homann als Bauherr die Errichtung eines großen Kaufhaus-Komplexes mit Wohnungen in den Obergeschossen. Die Pläne hierzu lieferte ihm der in Hannover tätige Architekt Friedrich Hartjenstein. Im Vorfeld der Weltwirtschaftskrise und mangels Liquidität fiel das Bauvorhaben dann allerdings reduzierter aus als anfangs geplant.
So entstand bis 1927 als Abschluss des trapezförmigen Areals zwischen der Selma-, Limmer- und Fössestraße ein viergeschossiger Klinkerbau, der das städtebauliche Vakuum des Platzes Am Küchengarten füllte und sich gut in die schon vorhandene Blockrandbebauung integrierte. Statt eines großen Kaufhauskomplexes fanden sich nun zahlreiche eher kleinere Einzelhandelsläden im Erdgeschoss. Gleichzeitig nahm der sowohl zum Wohnen als auch für Gewerbe errichtete Komplex Bezug auf die Städtischen Bäder und die nordöstlich gelegene fortgeschrittene Bebauung aus dem späten 19. Jahrhundert.
Die Fronten an der Fössestraße 8–12 und der Limmerstraße 3–5, ursprünglich mit Sprossenfenstern ausgestattet, fielen eher flächig aus und wurden lediglich durch differenzierte Horizontallinien gegliedert, wobei an der Limmerstraße ein Versprung an die ältere Fluchtlinie anschließt. Demgegenüber steigert sich die Plastizität zu den Gebäudeecken hin, weisen unter anderem kielförmige Erker, kastenförmige Dachhäuser und eine reichhaltigere Gestaltung den nahezu symmetrischen Abschnitt am Platz mit der Fössestraße 4–6 als Hauptfassade aus: Hier finden sich fünf Kompartimente mit Drillingsfenstern, die nur knapp über dem Gurtgesims vortreten. Dazu gehören hochrechteckig gestaltete figürliche Reliefplatten, die die horizontale Betonung der verkröpften Gesimse ausgleichen. Kubistische Dekorplatten an den drei mittleren Feldern unterhalb der Dachhäuser verstärken stattdessen die Vertikale in den Brüstungsfeldern. Der ganze Reichtum dieser vergleichsweise zierlichen Fassade, die heute von teilweise vorgestellter Bebauung verdeckt wird, erschließt sich erst in der Nähe. Die Reliefs sind möglicherweise eine Schöpfung des Bildhauers Ludwig Vierthaler.
Zur alten Möblierung des Platzes am Küchengarten zählt die ebenfalls etwa 1927 aufgestellte Normaluhr nach einem Entwurf von Karl Elkart.

## Fassadenschmuck

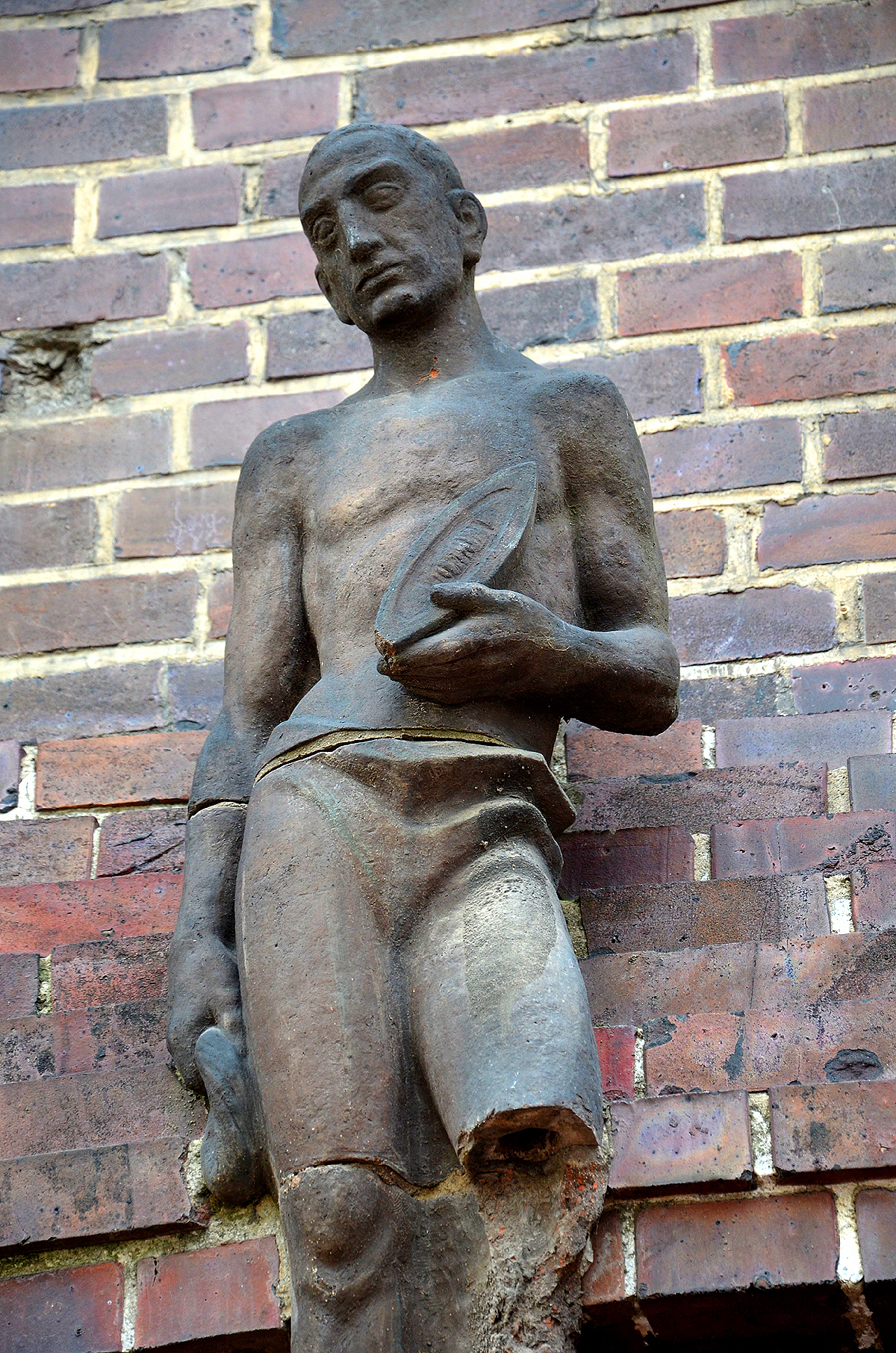
Zusammengesetzte Terrakotta-Skulptur eines Mannes mit Kohle-Brikett, möglicherweise eine Schöpfung des Bildhauers Ludwig Vierthaler
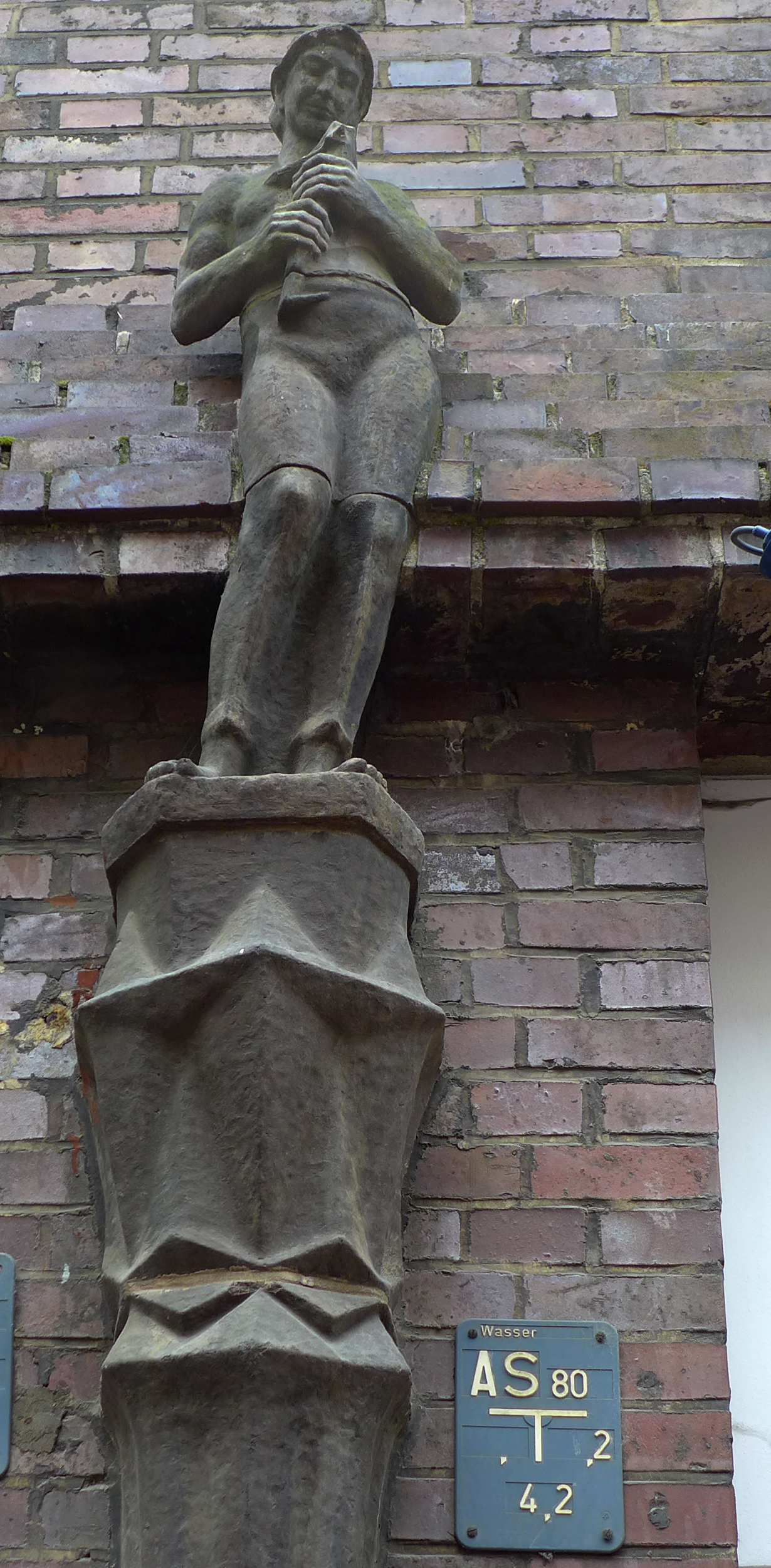
Mann mit Fisch auf kubistisch geformtem Sockel
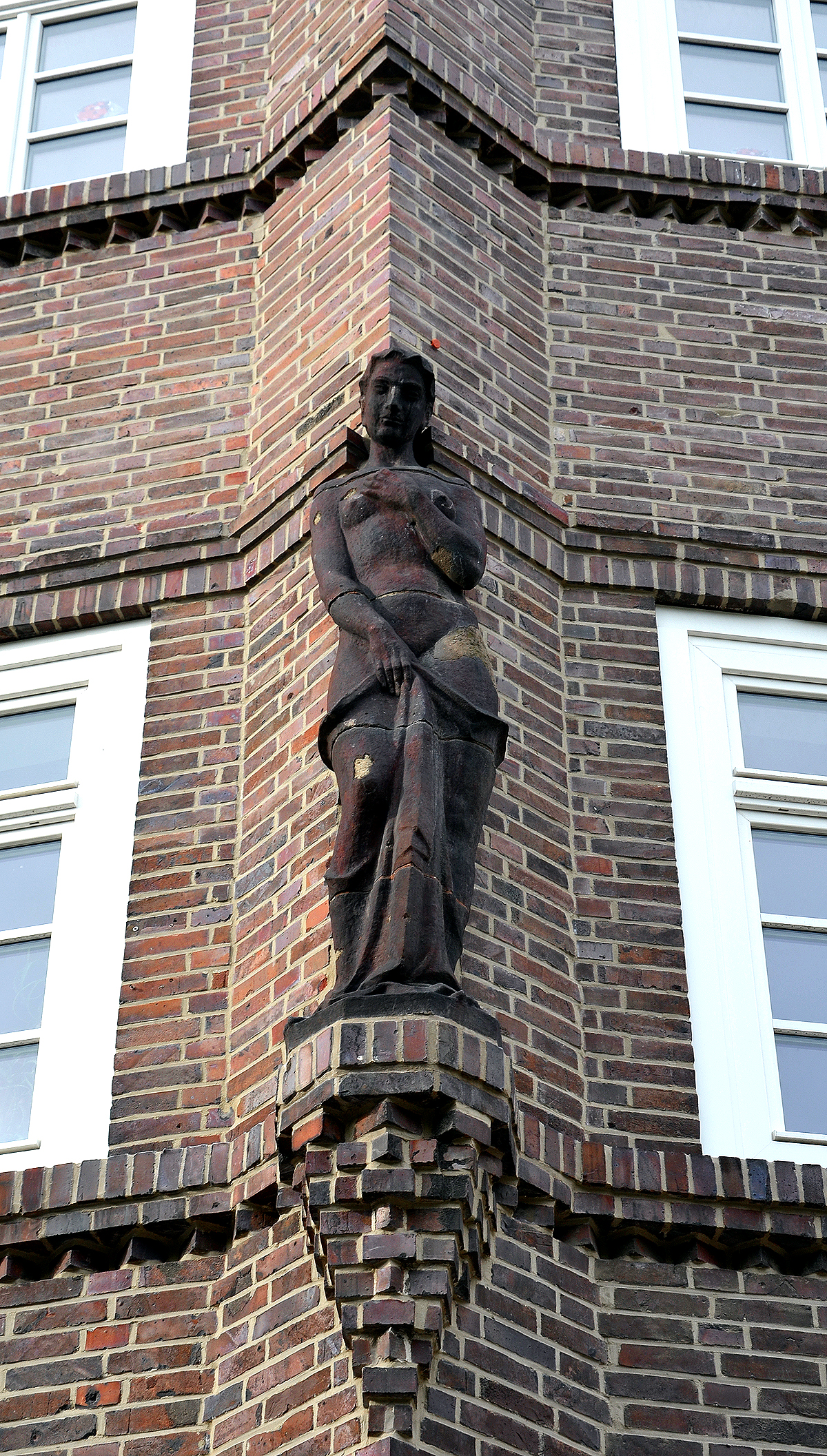
Spärlich bekleidete Frau mit Textilie auf kielförmigem Erker im Stil des Backsteinexpressionismus